# Tom Berenger
Tom Berenger (* 31. května 1949, Chicago, Illinois, Spojené státy americké) je americký televizní a filmový herec. V roce 1986 získal nominaci na Oscara v kategorii nejlepší mužský herecký výkon ve vedlejší roli za výkon ve filmu Četa. Mimo jiné se proslavil rolemi ve filmech Hledání pana Goodbara (1977), Žoldáci (1980), Velké rozčarování (1983), Eddie a Cruiseři (1983), Rukojmí pro vraha (1988), Pastvina (1990), Gettysburg (1993), Suplent (1996), Nepřítel mého přítele (1999), Training Day (2001), Počátek (2010) a Sniper 5 (2013).
V roce 2012 získal cenu Emmy v kategorii nejlepší mužský herecký výkon ve vedlejší roli v minisérii nebo TV filmu za výkon v minisérii Hatfieldovi a McCoyovi.